# Jennifer Carroll
Jennifer Sandra Carroll (de soltera Johnson; Puerto España, Trinidad y Tobago, 27 de agosto de 1959) es una exoficial naval, escritora y política trinitense-estadounidense. Miembro del Partido Republicano, Carroll se desempeñó como Vicegobernadora de Florida entre el 4 de enero de 2011 y el 12 de marzo de 2013. Es la primera persona negra elegida para un cargo estatal en Florida desde la era de la reconstrucción. Carroll se desempeñó anteriormente como miembro republicano de la Cámara de Representantes de Florida. Es la autora más vendida de una autobiografía, titulada When You Get There.

## Primeros años, educación y carrera

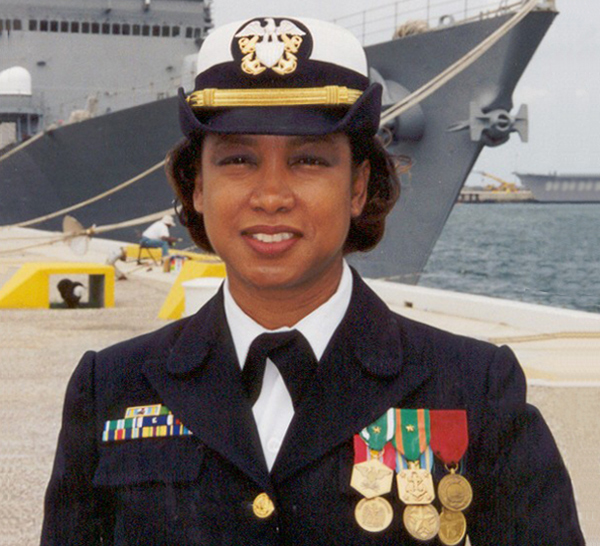
Teniente coronel Jennifer Carroll, USN.

Carroll nació en Puerto España, Trinidad y Tobago, el 27 de agosto de 1959. Se mudó a los Estados Unidos a la edad de ocho años y se graduó de la Uniondale High School en Uniondale, Nueva York en 1977.
En 1979 se alistó en la Marina de los Estados Unidos. Después de servir como compañera de maquinista de aviación, fue seleccionada para el Programa de Comisionamiento de Alistados, convirtiéndose en Oficial de Servicio de Mantenimiento de Aviación en 1985. Se retiró de la Marina en 1999 como teniente comandante.
En 1981 recibió el título de Asociado de las Artes del Leeward Community College. Siguió en 1985 con una licenciatura en ciencias políticas de la Universidad de Nuevo México. Se mudó a Florida en 1986. Recibió una Maestría en Administración de Empresas no acreditada de la Universidad de Kensington. Luego obtuvo una maestría acreditada en administración de empresas de la Universidad Saint Leo en 2008.
Después de las elecciones de 2000, Carroll fue nombrada Directora Ejecutiva del Departamento de Asuntos de Veteranos de Florida por el gobernador republicano Jeb Bush, y ocupó ese puesto hasta julio de 2002. El presidente George W. Bush nombró a Carroll en la Comisión de Académicos Presidenciales desde 2001 a 2004, y luego le designó un puesto en la Comisión de Beneficios por Discapacidad para Veteranos de 2004 a 2007.

## Carrera política
Carroll es miembro del Comité Ejecutivo Republicano del condado de Clay.
Carroll es una de las fundadoras de Maggie's List, un comité de acción política federal que apoya a las candidatas conservadoras.

### Cámara de Representantes de Florida
Carroll se postuló para un escaño en la Cámara de Representantes de Florida por el distrito 13 después de que el representante estatal titular Mike Hogan, también republicano, renunciara en 2003. En las elecciones especiales de abril de 2003, ganó las primarias republicanas con el 65,5% de los votos, derrotando a Linda Sparks, quien obtuvo el 34,5% de los votos. Se convirtió en la primera mujer republicana negra elegida para la Legislatura de Florida. Ganó sin oposición en 2004, 2006 y 2008.
Fue nombrada Líder Adjunto de la Mayoría de 2003 a 2004 y se desempeñó como Líder de la Mayoría entre 2004 y 2006. Fue Vicepresidenta del Comité de Transporte y Desarrollo Económico (2003–2004), Presidenta del Comité de Finanzas (2006–2008) y Presidenta del Consejo Económico y de Desarrollo (2008–2010).

### Vicegobernadora de Florida
El 2 de noviembre de 2010, la boleta republicana de Rick Scott y Jennifer Carroll derrotó a la boleta demócrata de Alex Sink y Rod Smith, con el 48,9% de los votos. Asumió el cargo el 4 de enero de 2011.
Tuvo una relación problemática con el gobernador Scott en relación con varios cargos de mala administración de la oficina, que incluían represalias contra el personal, irregularidades fiscales y lesbianismo.
Carroll fue objeto de una mayor investigación por el trabajo de relaciones públicas para una organización benéfica que se involucró en juegos de azar ilegales en línea y por $ 24,000 en ingresos que no informó sobre divulgaciones y declaraciones de impuestos. Aunque el Comité de Ética no encontró evidencia de mala conducta, a pedido del gobernador Rick Scott, Carroll renunció a su cargo como vicegobernadora el 12 de marzo de 2013. El Departamento de Aplicación de la Ley de Florida posteriormente concluyó que ella no había violado ninguna ley.

### Presidencia de Donald Trump
Después de trabajar en la campaña presidencial de Donald Trump de 2016, Carroll fue designada por el presidente Donald Trump como comisionado de la Comisión Estadounidense de Monumentos de Batalla. Carroll sirvió en la Comisión desde abril de 2018 hasta enero de 2021.

## Vida personal
Jennifer Carroll está casada con Nolan Carroll, un sargento mayor jubilado de la Fuerza Aérea de los Estados Unidos. El matrimonio tiene tres hijos: Nolan, Nyckie y Necho.

## Resultados electorales

### Vicegobernador de Florida
|  | 46.35 % |

|  | 48.87 % |